# フェリー関釜 (初代)
フェリー関釜（フェリーかんぷ）は、関釜フェリーが運航していたフェリー。本項目では1970年就航の初代について取り扱う。

## 概要
日本初の国際フェリーとして大平工業安芸津造船所で建造された。1970年6月16日に第一便が運航され、6月19日から正式に就航した。
フェリー関釜 (2代)（元阪九フェリー・第六阪九）が1976年7月9日に就航したため引退した。
1976年7月、韓国のDong Yang Express Ferry Co., Ltd.に売却され、Dongyang Express Ferryとして就航した。
1991年、フィリピンのセブフェリーに売却されOur Lady of the Ruleとして就航した。
2010年9月29日に運航を終了して係船された。
その後、スクラップとして売却され、2011年にインドで解体された。

## 航路
関釜フェリー
- 下関港（細江埠頭） - 釜山港（第2埠頭）

片道の航海時間は約7時間で、本船のみで週3便を運航していた。

## 設計
船体は4層構造で、最下層はコンテナデッキとなっており、上甲板の後部が乗用車搭載区画となっていた。ランプウェイ船首尾にあり、バウドアとスターンドアを装備する。

## 船内

### 船室
- 一等室（48名）
- 特二等室（100名）
- 二等室（428名）

### 設備
パブリックスペース
- 案内所

供食・物販設備
- レストラン
- バー

入浴設備
- 浴室

娯楽設備
- 娯楽室